# Subancistrocerus reflexus
Subancistrocerus reflexus är en stekelart som beskrevs av Giordani Soika 1995. Subancistrocerus reflexus ingår i släktet Subancistrocerus och familjen Eumenidae. Inga underarter finns listade i Catalogue of Life.